# 国会議事堂 (セルビア)
国会議事堂（こっかいぎじどう、セルビア語: Дом Народне скупштине Републике Србије）は、セルビア国民議会の議事堂。首都ベルグラードにある。

## 歴史
1936年、多民族国家ユーゴスラビア王国の議事堂として建設された。その後ユーゴスラビア社会主義連邦共和国（1943年―1992年）、ユーゴスラビア連邦共和国（1992年―2003年）を経て、連邦解体後はセルビア国民議会が入居している 。
建物は二院制を前提に設計されたが、1960年代にユーゴスラビア議会は世界的にも珍しい五院制を採用していた。現在は一院制である。
ユーゴスラビア紛争の過程で議事堂内の美術品の多くが盗難された。政府は回収を進めているが戻ってきたのは一部である。

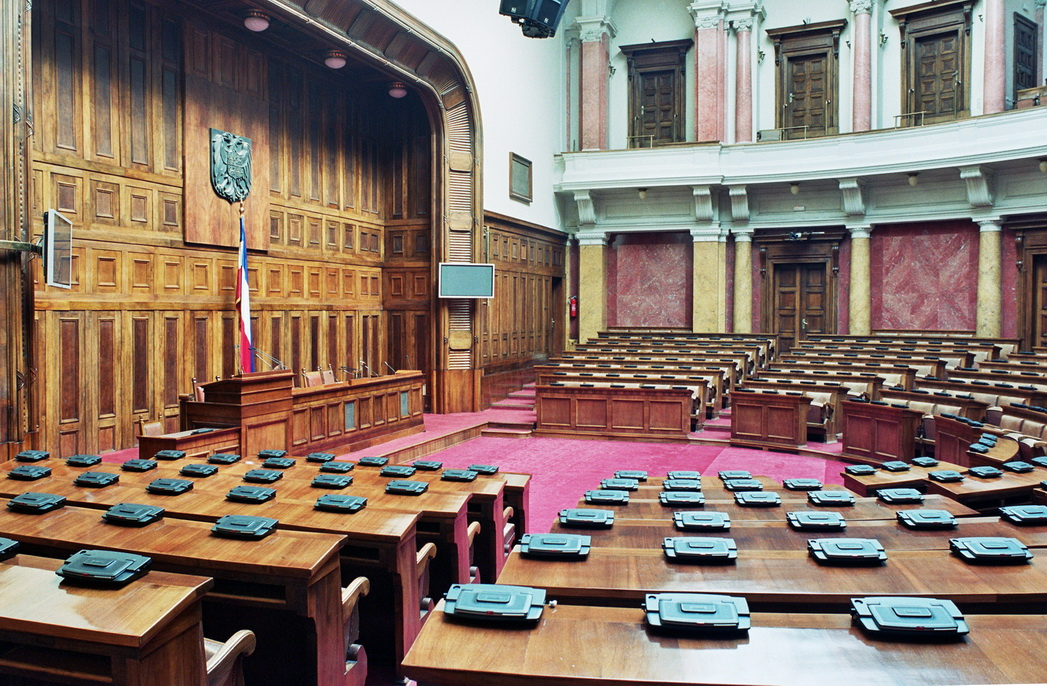
大議場
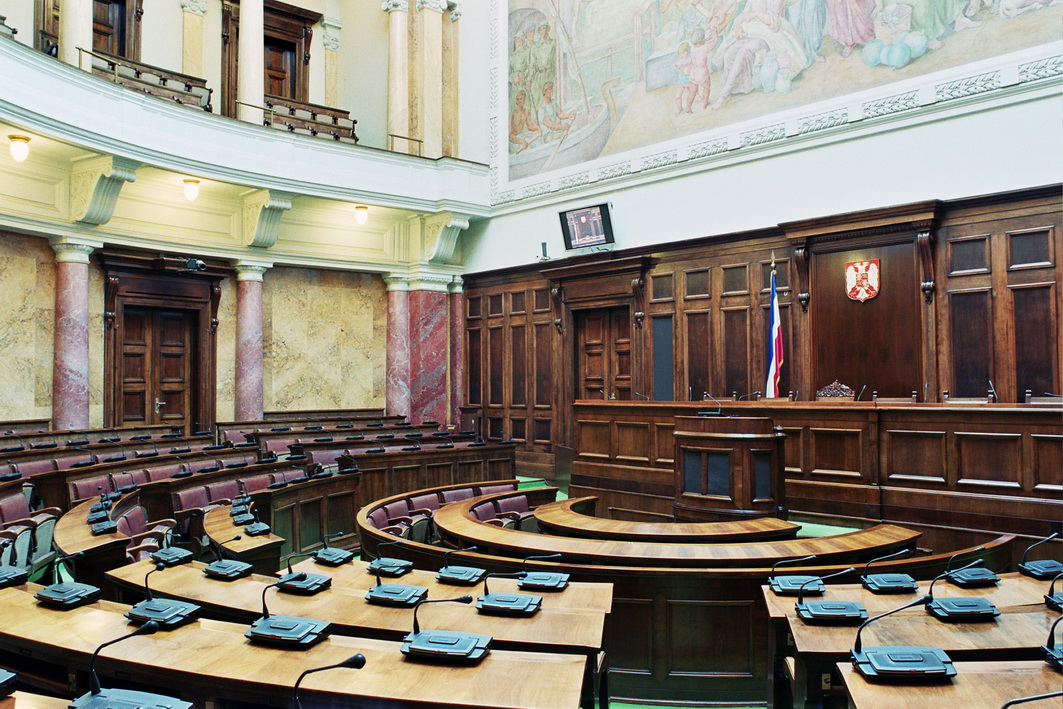
小議場
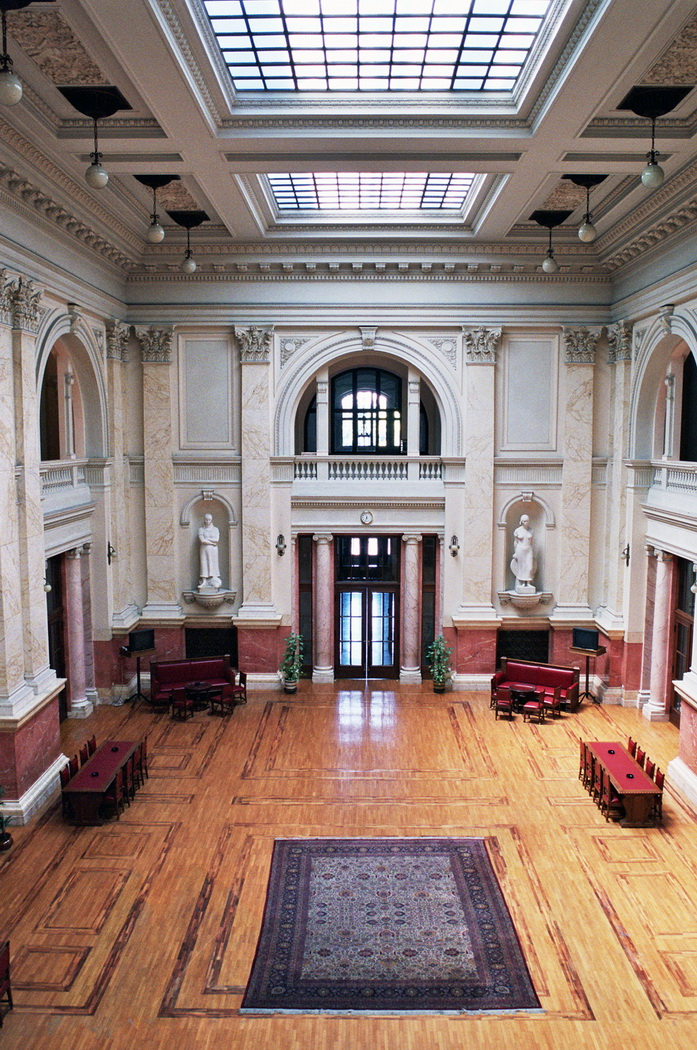
中央ホール